# Nihoa
Nihoa (/niːˈhoʊ.ə/; Hawaiiano: [niˈhowə]), nota anche come Bird Island o Moku Manu,è la più alta delle 10 isole e atolli delle inabitate Hawaii nordoccidentali. L'isola è localizzata nell'estremità sud della catena delle Isole Hawaii nordoccidentali, 296 km (160 nmi) a sudest dell'Necker ed è la più vicina alle 8 principali isole Hawaiiane a circa 240 km (130 nmi) a nordovest dell'isola di Kauai. L'isola presenta due promontori il Miller's Peak ad ovest alto 272 m e il Tanager Peak ad est, alto 259 m, copre un'area di circa 0.69 km2  ed è circondata da una vasta barriera corallina di 57,000 ettari. Il suo profilo frastagliato ha dato il nome all'isola, Nihoa, che in hawaiano significa "dente".

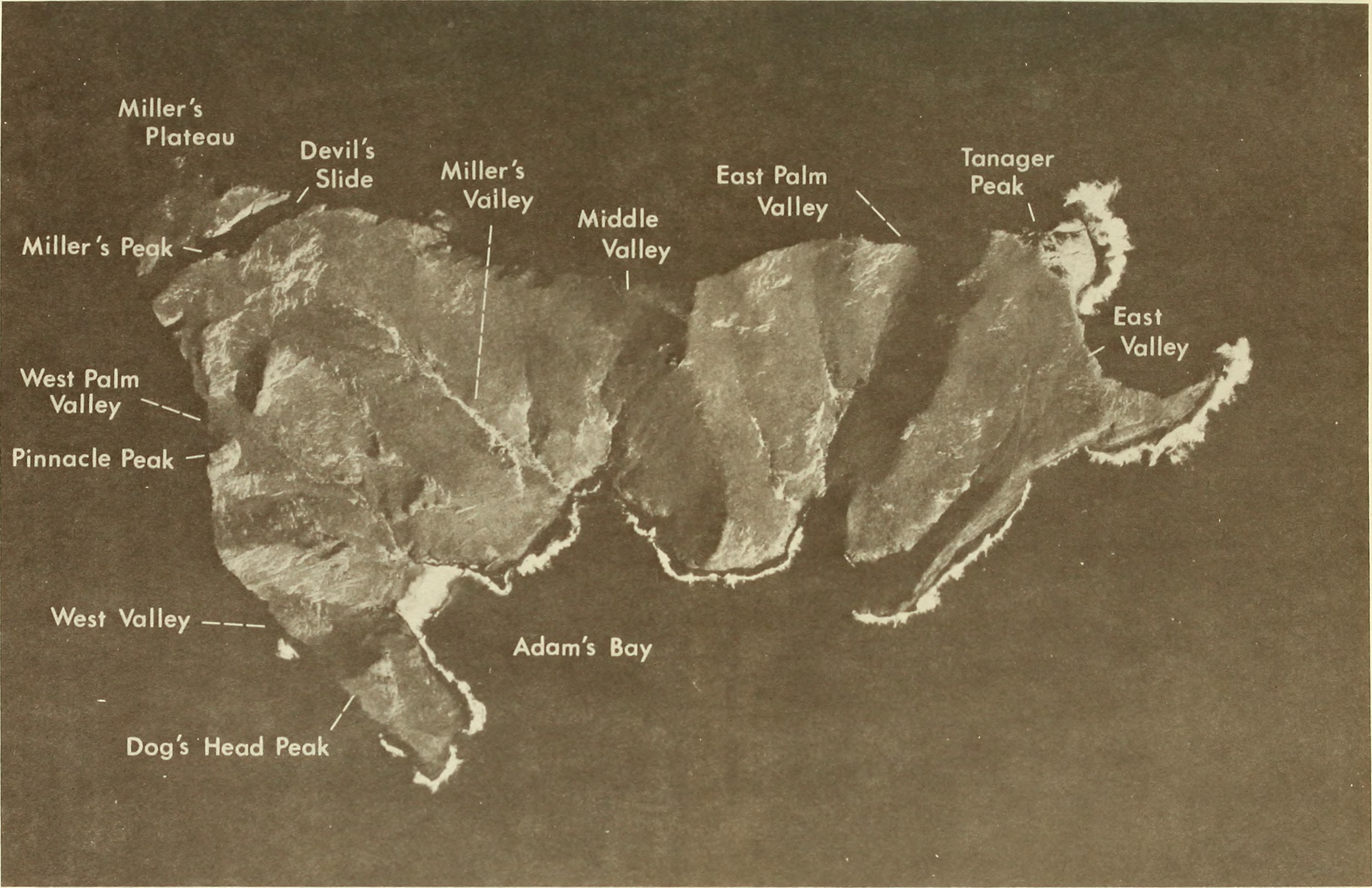
I punti topografici più importanti di Nihoa

L'isola ospita 25 specie di piante e numerosi animali, e ciò la rende la più biologicamente diversificata di tutte le NWHI. Uccelli endemici quali il fringuello di Nihoa e la cannaiola di Nihoa, e anche piante come la palma di Nihoa, il garofano di Nihoa, e l'Amaranthus brownii si trovano esclusivamente qui. I gruppi di piante e gli affioramenti rocciosi forniscono aree di annidamento e riposo per 18 specie di uccelli marini, come la Sula Piedirossi, la Sterna stolida bruna, altre specie di sterna, poi berte e procellarie. Evidenze preistoriche indicano che i Nativi Hawaiani vissero o visitarono l'isola intorno al 1000 d.C., ma dopo quel momento la posizione di Nihoa fu quasi dimenticata, con soltanto una leggenda tramandata oralmente che preservava il suo nome. Il capitano James Colnett riscoprì l'isola nel 1788, e la regina Kaʻahumanu la visitò nel 1822. Venne annessa al Regno delle Hawaii da re Kamehameha IV. Nel 1909, entrò a far parte della riserva naturale delle isole Hawaii e venne istituito un rifugio della fauna selvatica dal presidente degli Stati Uniti Theodore Roosevelt. La spedizione Tanager del 1923, fece un inventario biologico completo delle molte specie di piante. Nel 1940, entrò a far parte del Northwestern Hawaiian Islands Wildlife Refuge e, nel 1988, è stata inserita nel Registro Nazionale dei luoghi storici grazie ai suoi siti archeologici culturalmente significativi. Nel 2006, poi, entrò a far parte del Monumento Nazionale Marino del Papahānaumokuākea. Sono in corso sforzi per assicurare che le specie vegetali protette si propaghino. Le persone che intendano visitare Nihoa per ricerche a scopo culturale o scientifico necessitano di un permesso speciale rilasciato dall'USFWS per sbarcare sull'isola di modo da ridurre il rischio di introduzione di specie aliene nel già fragile ecosistema di Nihoa.

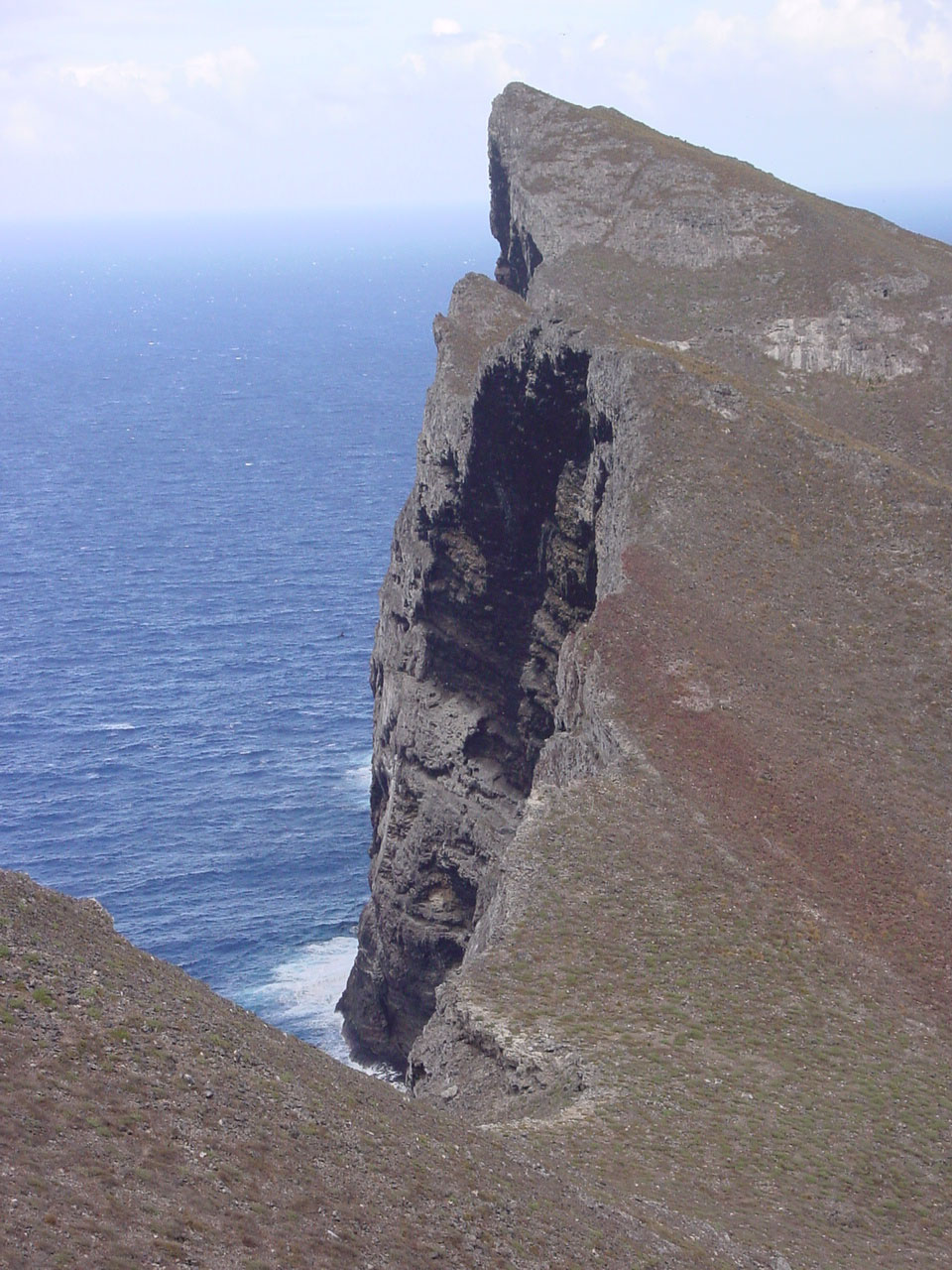
Il Tanager Peak

## Geologia
Nihoa fa parte dell'Hawaiian – Emperor seamount chain che parte dall'isola di Hawaii nel sud-est ed arriva alle isole Aleutine nel nord-ovest. È la più giovane delle dieci isole disabitate che fanno parte delle Northwestern Hawaiian Islands (NWHI), essendosi formata 7,2 milioni di anni fa. La più antica, invece, è l'Atollo di Kure, formatosi 30 milioni di anni fa. Nel corso dei millenni, Nihoa, è stata vittima di una significativa erosione, insieme all'Necker, alle French Frigate Shoals e i Gardner Pinnacles, Nihoa è uno delle quattro isole nel NWHI che ancora presenta un substrato di roccia basaltica esposto. Vi sono sei valli inclinate verso il basso a nord. A sud invece vi sono: la West Valley, la West Palm Valley, la Miller Valley, la Valle del Medio Oriente, la Palm Valley, ed infine la East Valley.
Tra le caratteristiche di Nihoa vi è il picco del Dog's Head (358 ft/109 m), chiamato così per la sua somiglianza alla testa di un cane; e il Pinnacle Peak (626 ft/191 m) un dicco vulcanico formatosi quando rocce relativamente più morbide sono state erose facendo emergere rocce più resistenti. L'unica zona pianeggiante dell'isola è l'Albatross Plateau, appena al di sotto del picco di Miller. La Devil's Slide è una stretta valle che discende lungo il fianco dell'isola per 210 m. L'estensione verso nord dell'Albatross Plateau, finisce con delle scogliere verticali alte 60 m a picco sul mare. In questo baratro vivono felci rare, insieme ad altre specie endemiche, incluso un grillo gigante.

## Ecologia

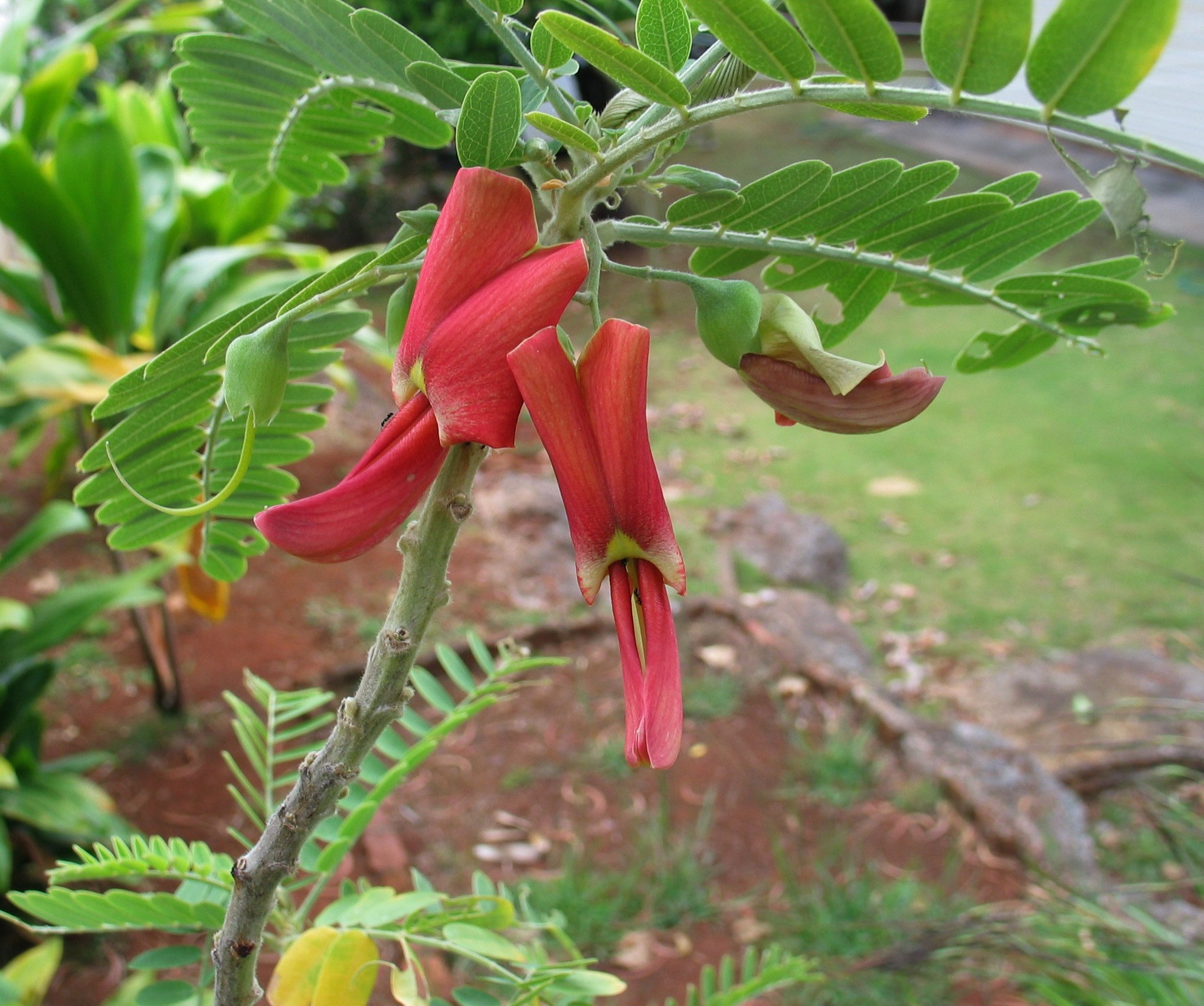
La Sesbania Tomentosa

L'inaccessibilità di Nihoa e la scarsa presenza di depositi di guano hanno reso l'isola poco attraente per gli umani, e questo ha aiutato la conservazione delle sue specie endemiche dall'estinzione. Per via delle piccole dimensioni dell'isola, gran parte di questi organismi sono a rischio di estinzione, poiché anche un singolo disastro come un incendio o l'introduzione di specie aliene potrebbe sterminare tutta la popolazione. Una di queste specie invasive è la Schistocerca nitens; nel periodo dal 1999 al 2003, le cavallette hanno devastato gran parte della vegetazione sull'isola e hanno costituito un grande problema per la salute delle piante di Nihoa. L'anno successivo, il loro numero diminuì e la vegetazione divenne nuovamente lussureggiante. Le cavallette sono probabilmente giunte su Nihoa trasportate dal vento dall'isola di Kauai.
Le specie uniche includono:
- Pritchardia remota, una specie di palma, l'unico albero a crecere sull'isola.
- Acrocephalus familiaris kingi
- Il fringuello di Nihoa
- La cavalletta verde a testadicono di Nihoa, Banza nihoa
- il garofano di Nihoa, Schiedea verticillata
- Sesbania tomentosa
- Amaranthus brownii
- il ragno Nihoa mahina
- Thaumatogryllus conanti, un grillo gigante che si trova nell'area del Devil's Slide.
- Plagithmysus nihoae, una specie di Cerambicidi
- Eupelmus nihoaensis, un tipo di vespa
- Hylaeus perkinsiana, l'ape gialla di Perkin

## Insediamenti Preistorici
Nihoa era ben nota ai primi Hawaiani. Le spedizioni archeologiche hanno ritrovato estesi terrazzamenti per l'agricoltura e siti di abitazioni. Almeno uno di questi siti è stato datato intorno al primo millennio d.C., probabilmente tra gli anni 867-1037. Ci sono molti dubbi su quale fosse l'effettivo numero di persone che vivevano su Nihoa, poiché mentre gli ampi terrazzamenti fanno pensare ad un considerevole numero di persone, la scarsità di acqua fresca fa pensare al contrario. Gli archeologi Kenneth Emory e Paul Cleghorn stimarono che l'acqua presente potesse supportare almeno 100 persone, tuttavia la presenza di alberi sull'isola in antichità avrebbe sicuramente fornito un miglior approvvigionamento di acqua. Si pensa anche che Nihoa potesse essere utilizzata solo a scopi religiosi, ciò fa pensare che gli antichi Hawaiani visitassero l'isola occasionalmente e non si fermassero a lungo. Per via della sua importanza l'isola è stata aggiunta al National Register of Historic Places (in italiano: Registro nazionale dei luoghi storici) nel 1988, ed è conseguentemente entrata a far parte del Papahānaumokuākea Marine National Monument nel 2006.

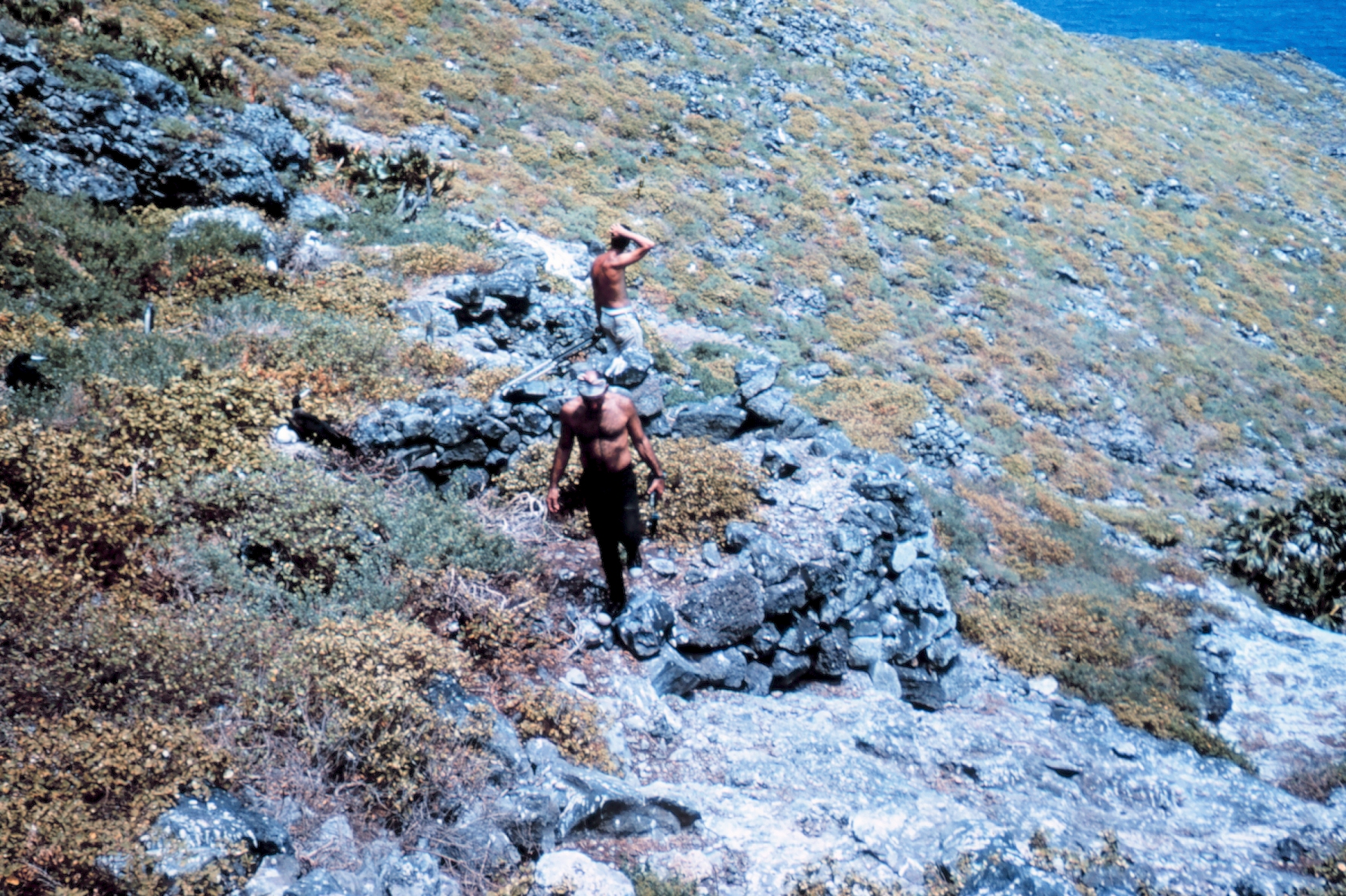
Resti archeologici su Nihoa

Nihoa, insieme a Necker a nordovest, è tra le più settentrionali, isolate, piccole e aride isole di tutte le Hawaii, e riceve la minor quantità di polvere e ceneri (portati dal vento dalle altre isole). Tutte queste caratteristiche sono state provate come la causa della deforestazione tra le Isole del Pacifico. Il collasso della popolazione di Nihoa potrebbe derivare da questo, similmente a come l'Isola di Pasqua è divenuta inospitale alla sua stessa civiltà a seguito della deforestazione e dell'allontanamento degli uccelli marini ed altre risorse naturali.

## Prime esplorazioni
Il primo esploratore occidentale a raggiungere Nihoa è stato il capitano James Colnett per conto del Principe del Galles, il 21 Marzo del 1788. Per via della lunga assenza di Colnett dall'Inghilterra, incluso il suo imprigionamento da parte degli Spagnoli per il suo ruolo nella Crisi Di Nootka, la scoperta dell'isola è stata a lungo accreditata al capitano della nave Iphigenia, William Douglas che avvistò Nihoa circa un anno dopo.
Alla fine del diciottesimo secolo, Nihoa era stata dimenticata da gran parte degli Hawaiani. Nel 1822 , la regina Kaʻahumanu e suo marito, re Kaumualiʻi, navigarono con il capitano William Sumner alla ricerca di Nihoa, poiché la sua generazione aveva conosciuto l'isola solo attraverso canzoni e miti. In seguito, re Kamehameha IV navigò fin lì per annettere ufficialmente l'isola al regno delle Hawaii. Infine nel 1885 la Principessa Liliuokalani fece un pellegrinaggio a Nihoa con i suoi accompagnatori, ma il loro pranzo fu interrotto bruscamente quando uno di loro innescò per sbaglio un incendio. Il gruppo tentò di fuggire dall'isola, ma le maree crescenti resero difficile la partenza e molte barche affondarono, distruggendo alcune delle fotografie fatte per l'occasione.